# 小売

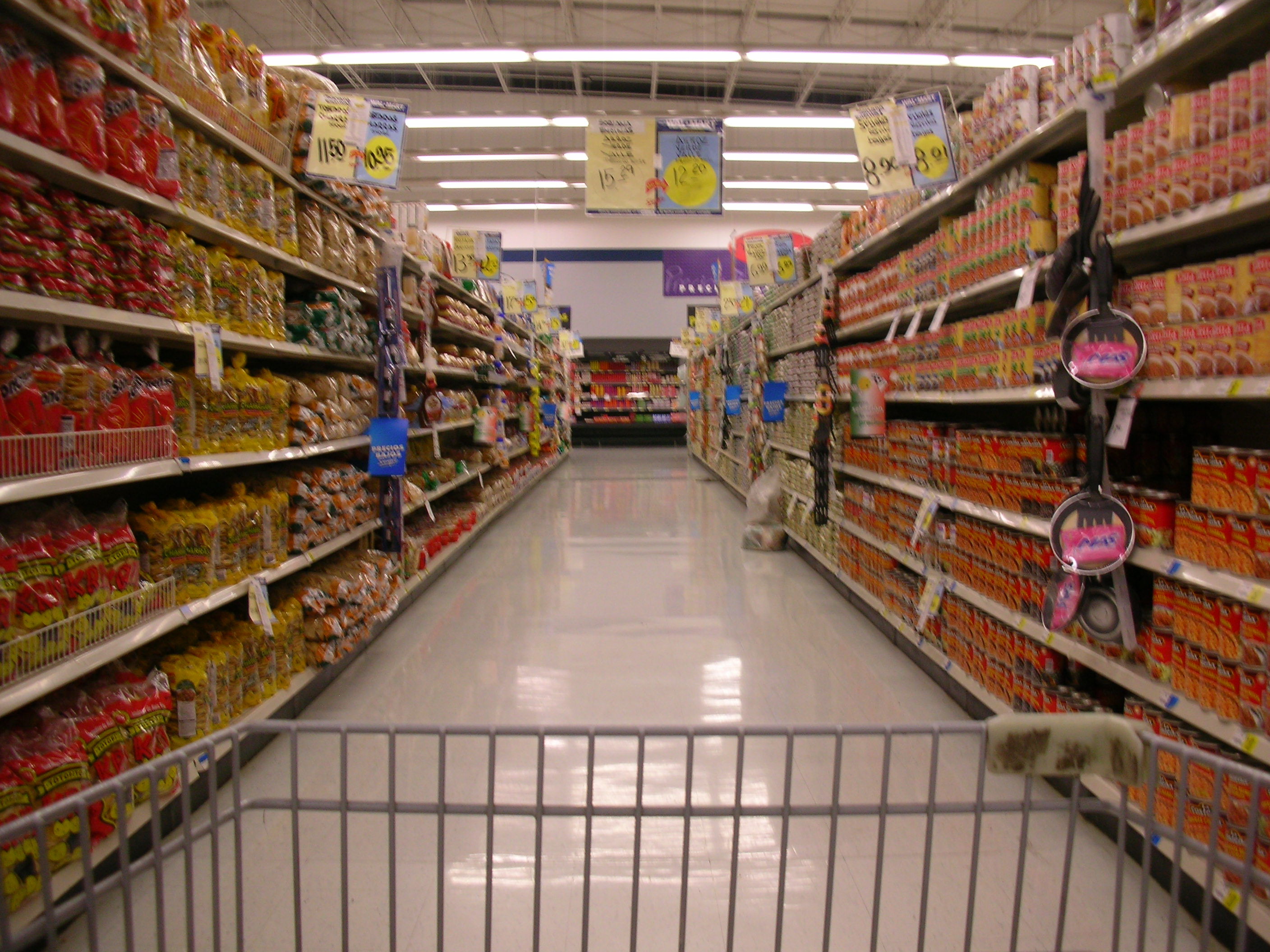
商品が並ぶスーパーマーケット内部

小売（こうり、英: retail、リテール）とは、生産者や卸売業者からロット単位で仕入れた商品を、最終消費者に販売すること。小売を行う業者を小売業者（こうりぎょうしゃ、英: retailer リテーラー）と呼ぶ。また、Eコマース上や消費者行動においては「business-to-consumer」と呼ばれる概念となり、BtoC や B2Cと表記される。卸売業と違い単品で販売を行う場所。

## 概要
小売業態では、顧客が要求する物品を扱うことはもちろんのこと、買物をするのに来店した顧客への利便性の提供や商品の性質や品質を認知するための情報提供（情報発信拠点）も行い、それらサービスの対価も物品の販売価格に上乗せされる形となる。このため、廉価に販売する業態ではセルフサービスの導入で価格を下げる一方、それほど値引きはしないが品質維持に注力したりアフターサービスなど付加価値サービスを提供するなどの差別化戦略を展開している業者もあり、そのいずれもが商品を消費者に提供する流通の最後の段階を担っている。
小売という表現は、各々の消費者向けに最小単位（単体の製品）に「小分け」して販売することを意味している。英語で小売りを示すretail(リテール）も、re【再び】+tail【切る】（端から切り分けて販売する・切り売り）から生まれた言葉であり、販売者の規模が小さいという意味は無い。
一方で、生産者側や問屋・卸売り側ではロットやパレットないしカートン（輸送用の箱のような容器を基準とする単位）などの、ある程度のまとまった流通単位でやり取りされる。
なお、産業革命以降の製造業は大量生産で廉価に安定した品質の商品を広く大衆にも供給しているが、直接的に商品が消費者に販売されるのは小売業者の店頭などである。通信販売では商店と顧客を仲立ちする宅配便や郵便を介在させるが、いずれにせよ直接消費者と接するのは小売業者である。このため、消費者の動向や意向を把握したい製造業では、この小売業者に接触してこれらの情報を得ようとする活動（マーケティングの一種）も見られる。学術団体については、1951年4月21日、日本商業学会が慶應義塾大学教授向井鹿松を初代会長として設立された。

## 小売業の分類方法
- 業種： 扱う商品や仕入れ先の卸売業者による分類である。
- 業態： 顧客の年齢・性別・職業やその来店頻度による分類である。

なお、商業統計や、証券コード協議会における業種分類では、一般的な物品の小売（物販）業のほか、レストランや居酒屋などの飲食店、ファストフードチェーンといった外食産業も、小売業として分類されている。特にチェーン展開する外食産業の場合、立地戦略など小売業と共通する部分も多いので、ここでは基本的に物販と外食産業の両方を含む説明とする。

## 小売業の立地

### 出店形態
- 商店街
- ショッピングセンター（ショッピングモール）
- 単独出店

### 出店地区
- 都心
- 郊外
  - 鉄道駅前
  - 幹線道路沿い（ロードサイド店舗）
- 観光地
- 鉄道駅や空港などの特殊な施設内（駅ナカなど）

## 小売業の業態・販売品目
※外食産業を除く
- 有店舗販売
  - コンビニエンスストア
  - 各種総合小売
    - 百貨店（デパート）
    - スーパーマーケット
      - 総合スーパー
      - 食品スーパー

    - ホームセンター
    - ワンプライスショップ・100円ショップ
    - ディスカウントストア

  - 売店 : キヨスクなど
  - 各種専門店
    - よろずや (ゼネラル・ストア)
    - 衣服・靴・身の回り品小売　衣料品店（実用衣料、紳士服、婦人服、カジュアル）
      - 呉服･服地 : 着物店、生地屋など
      - 寝具販売 : ふとん屋
      - 男子服小売
        - 紳士服小売 : テーラーショップ、紳士服専門店（注文服は別）
        - 作業服店など（白衣は別）
        - 学生服専門店

      - 婦人・子供服小売：ブティック、洋裁店等
      - 靴･履物小売：くつ屋、下駄屋など
      - その他織物・衣服･身の回り小売 ：
        - かばん屋など
        - 下着屋・ランジェリーショップなど
        - 洋品雑貨・小間物（ネクタイ、帽子、扇子など）等
        - 和・洋傘屋、かつら店、ステッキ類等、ファッション用水着ほか

    - 飲食料品関係小売
      - 飲食料品：牛乳屋、ミネラルウォーター販売、製茶店（茶葉店）・コーヒー（豆）専門店など
      - 酒類小売店 : 酒屋など
      - 各種食料品小売：食料雑貨、食材店（和・洋・エスニック）など
      - 氷屋、麺専門、乳製品、冷凍食品専門、レトルト食品，チルド食品、健康食材店、調味料店等
      - 食肉小売 : 精肉店、卵屋など
      - 鮮魚小売 : 鮮魚店など
      - 乾物小売 : 乾物店など
      - 野菜・果実小売 : 八百屋、フルーツ屋など
      - 米穀類小売  : 米屋など
      - 豆腐かまぼこ等加工食品小売業：豆腐屋、練り物屋など
      - 料理品小売 : 総菜屋、持ち帰り弁当、ピザ屋など
      - 菓子・パン小売 : 菓子店、パン屋・ベーカリーなど

    - 自動車・自転車関係小売 
      - 自動車・自動車用品小売 : カー（自動車関係）用品店
      - 自動車・オートバイ販売店・カーディーラー（新車、中古車）
      - トラックなど、産業車両販売
      - 自転車販売店・サイクリングショップ

    - 機械移動器具小売：携帯ショップなど
    - 家具・家電・家庭用品関係小売 
      - 家庭電器機械器具小売 ：電器店 - 家電量販店（白物家電製品、AV機器、電気器具、パソコン等）
      - 中古電気製品小売：中古パソコンショップ、中古家電販売
      - ミシン、編み機専門店
      - ガス器具店、水道器具店、金庫屋、太陽電池パネル店など
      - 家具・インテリア小売  : 家具店・家具等ホームセンター、絨毯屋、建具屋、畳屋、仏壇屋など
      - 金物・荒物小売 : 金物屋、荒物屋
      - 陶磁器・ガラス器小売 : 食器店など
      - 家庭用品小売 : 調理器具店など
      - その他の什器小売

    - 日用品・書籍・スポーツ用品・中古品等小売 
      - 医薬品・化粧品小売 : 薬局、薬店、ドラッグストア、化粧品専門店
      - 農耕用品小売：農機具店、苗屋・種屋、肥料・飼料店
      - ガソリンスタンド・燃料小売
      - 書籍・新聞・文具小売 : 本屋、新聞販売店、文房具屋、パッケージショップ、画材店、書道用具店など
        - 書店（専門書、同人誌専門店、地図・カレンダー専門店、楽譜専門店など）

      - スポーツ用品店・玩具店（おもちゃ屋）娯楽用品・楽器小売
        - 人形店など
          - キャラクターグッズ専門店

      - フィルムカメラ・写真材料小売：カメラ屋
      - 時計・メガネ・光学機械（双眼鏡など）小売
      - リサイクルショップ・中古品小売 : 古物商（古本、古着、古道具、中古レコードなど）
      - 骨董品店
      - 美術品販売店
      - たばこ屋、喫煙器具屋
      - 花屋（生花店）・植木屋・貴金属店・その他に分類されない小売
        - 建材屋、セメント屋、材木屋、ガラス屋、建材用石店・石材商など
        - ペットショップ、観賞魚店など

      - 釣具店
      - 健康食品販売
      - 洗剤専門店：石鹸屋など
      - 金券ショップ
      - ギフトショップ・みやげ屋
      - ソフトウェア販売 : CD、DVD、ゲームソフトなど
      - 碑石・墓石店
- 無店舗販売
  - 通信販売
    - 電子商店街
    - ソフトウェアのダウンロード販売
    - テレビショッピング、ラジオショッピング
    - カタログ販売
    - 新聞、雑誌などのショッピング広告
    - 新聞の折り込み広告
    - ダイレクトメール

  - 移動販売
  - 訪問販売
  - 自動販売機
  - 車内販売、機内販売（乗り物内の販売）

ほか

## 小売業の経営・運営形態
- 個人商店
- チェーンストア
- フランチャイズチェーン
- ボランタリー・チェーン